# Emma Suárez
Emma Suárez Bodelón, född 25 juni 1964 i Madrid, är en spansk skådespelerska.

## Utmärkelser
Suárez har bland annat vunnit två Goyapriset för bästa kvinnliga huvudroll, 1997 och 2017.

## Roller i urval
- 1990 – La blanca paloma
- 1992 – Kossor
- 1993 – Den röda ekorren
- 1996 – Jorden
- 1996 – Trädgårdsmästarens hund
- 2010 – La mosquitera
- 2016 – Julieta
- 2016 – La propera pell